# On an Island
On an Island je třetí sólové album britského kytaristy a zpěváka Davida Gilmoura, který je známý především jako člen skupiny Pink Floyd. Album, které vyšlo na Gilmourovy 60. narozeniny v březnu 2006, se v britském žebříčku prodejnosti hudebních alb dostalo až na první místo. Komerčně se tak jedná o nejúspěšnější Gilmourovu sólovou desku (přes 1,5 milionu kopií prodaných celosvětově a např. v Kanadě platinová deska).
Album On an Island, které bylo vydáno 22 let po předchozí Gilmourově sólové desce About Face, bylo z větší části nahráno ve studiu Astoria, hudebníkově soukromém hausbótu poblíž Londýna. Gilmour si na nahrávání své poslední studiové desky pozval mnoho dalších muzikantů, např. klávesistu Pink Floyd Ricka Wrighta, kytaristu Roxy Music Phila Manzaneru či hudebníky Davida Crosbyho a Grahama Nashe. Za zmínku stojí také účast Boba Kloseho, člena Pink Floyd v jejich nejranějším období v letech 1964 a 1965.
První skladba „Castellorizon“, která je zcela instrumentální, je inspirována nocí strávenou na řeckém ostrově Kastelorizo. „Castellorizon“ byla také nominována na cenu Grammy za nejlepší rockovou instrumentální skladbu.
Písně „On an Island“ a „Smile“ byly vydány jako singly. V instrumentální skladbě „Red Sky at Night“ hraje Gilmour sám na saxofon, což je jeho veřejná premiéra hry na tento nástroj.
K propagaci alba se od března do května 2006 konalo turné On an Island Tour. Několik dalších koncertů bylo odehráno i v červenci a srpnu téhož roku. Z koncertů v londýnské Royal Albert Hall byl vydán videozáznam s názvem Remember That Night. Na zcela poslední koncert v gdaňských loděnicích byl pozván i symfonický orchestr a záznam této akce vyšel jako živé CD s bonusovým DVD pod názvem Live in Gdańsk.
V listopadu 2006 vyšlo On an Island s bonusovým DVD. Na něm se nachází živé videozáznamy několika skladeb nahrané na různých místech.

## Seznam skladeb
| Pořadí         | Název                                 | Autor              | Délka |
| -------------- | ------------------------------------- | ------------------ | ----- |
| 1.             | Castellorizon (instrumentální)        | Gilmour            | 3:54  |
| 2.             | On an Island                          | Gilmour, Samsonová | 6:47  |
| 3.             | The Blue                              | Gilmour, Samsonová | 5:26  |
| 4.             | Take a Breath                         | Gilmour, Samsonová | 5:46  |
| 5.             | Red Sky at Night (instrumentální)     | Gilmour            | 2:51  |
| 6.             | This Heaven                           | Gilmour, Samsonová | 4:24  |
| 7.             | Then I Close My Eyes (instrumentální) | Gilmour            | 5:26  |
| 8.             | Smile                                 | Gilmour, Samsonová | 4:03  |
| 9.             | A Pocketful of Stones                 | Gilmour, Samsonová | 6:17  |
| 10.            | Where We Start                        | Gilmour            | 6:45  |
| Celková délka: | Celková délka:                        | Celková délka:     | 51:36 |

### Bonusové DVD
Nahráno ve studiích AOL v New Yorku v dubnu 2006.
1. „On an Island“ (Gilmour/Samson)
2. „This Heaven“ (Gilmour/Samson)
3. „Smile“ (Gilmour/Samson)
4. „Take a Breath“ (Gilmour/Samson)
5. „High Hopes“ (Gilmour/Samson)
6. „Comfortably Numb“ (Gilmour/Waters)

Nahráno v Abbey Road Studios v Londýně v srpnu 2006.
1. „Astronomy Domine“ (Barrett)

Nahráno v Royal Albert Hall v Londýně v květnu 2006 (viz Remember That Night).
1. „Take a Breath“ (Gilmour/Samson)

## Obsazení
- David Gilmour – kytara, zpěv, baskytara, Hammondovy varhany, perkuse, elektrické piano (2), piano (3, 9), saxofon (5), lap steel kytara (5), cümbüş (7), basová harmonika (7)
- Guy Pratt – baskytara (2, 4)
- Chris Laurence – kontrabas (5, 9)
- Rick Wright – Hammondovy varhany (2), vokály (3)
- Chris Stainton – Hammondovy varhany (3)
- Georgie Fame – Hammondovy varhany (6)
- Jools Holland – piano (3)
- Polly Samson – piano (3), vokály (8)
- Phil Manzanera – klávesy (4, 6, 7)
- Leszek Możdżer – piano (4, 9)
- Chris Thomas – klávesy (9)
- Bob Klose – kytara (2, 3)
- Caroline Dale – violoncello (4, 5, 7)
- B. J. Cole – dobro (6)
- Robert Wyatt – kornet (7), perkuse (7), vokály (7)
- Alasdair Malloy – skleněná harmonika (7, 9)
- Lucy Wakeford – harfa (9)
- Andy Newmark – bicí (2, 3, 6, 10), perkuse (7)
- Jed Lynch – bicí (4)
- Willie Wilson – bicí (8)
- David Crosby, Graham Nash – vokály (2)
- Zbigniew Preisner – orchestrální aranžmá
- Ilan Eshkeri – programování (5, 9)